# 常豊信号場

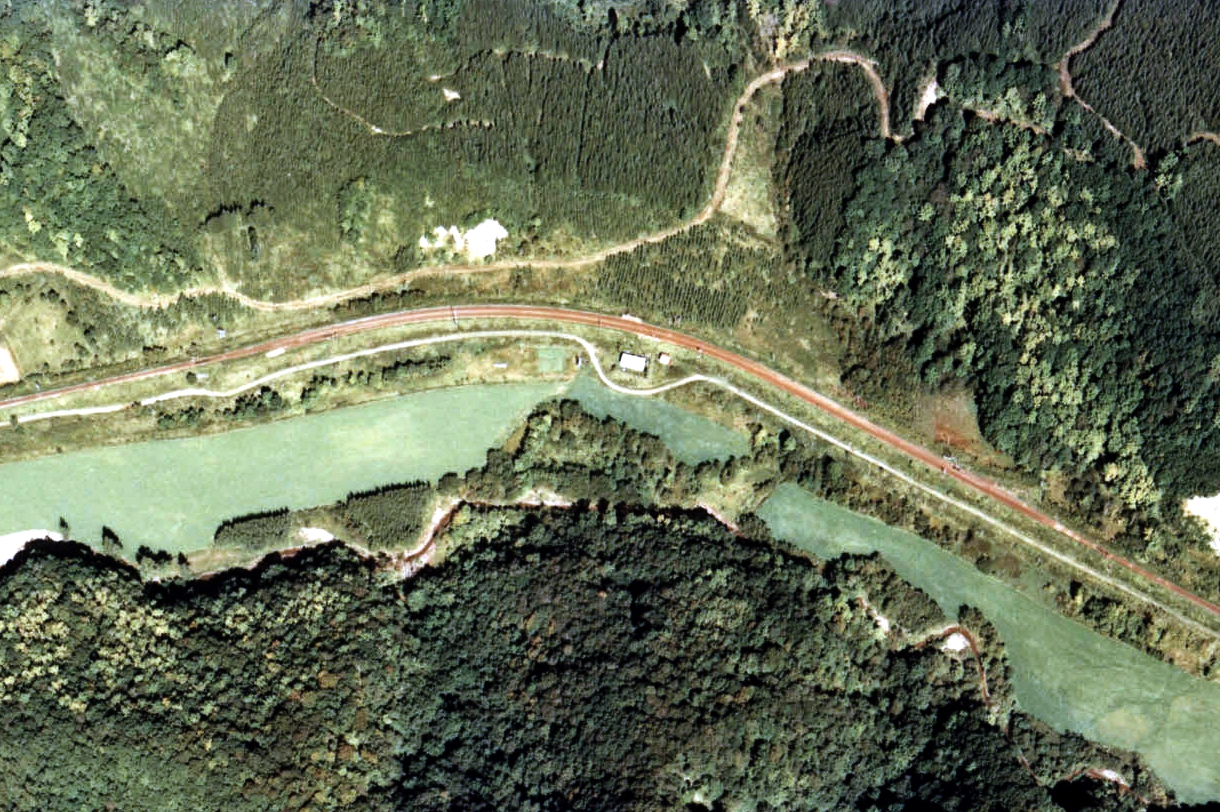
1977年の常豊信号場と周囲約500m×750m範囲。右が根室方面。

常豊信号場（つねとよしんごうじょう）は、北海道十勝郡浦幌町字常豊にある北海道旅客鉄道（JR北海道）根室本線の信号場である。事務管理コードは▲110458。

## 歴史
- 1965年（昭和40年）9月30日：日本国有鉄道の信号場として設置[3][2][1][4]。係員配置。
- 1971年（昭和46年）8月1日：根室本線昭栄信号場 - 新富士駅間にCTC-4型が導入され無人化[5]。
- 1987年（昭和62年）4月1日：国鉄分割民営化によりJR北海道に継承[1]。

## 構造
2線を有する単線行き違い型の信号場。通票交換で使用していた短いホーム（相対式）が残っている。過去に旅客扱いをしたことがないにもかかわらずプラットホームに駅名標が立っている。駅名標は国鉄時代から設置されており、民営化の際には他のJR北海道の駅の駅名標と同じ仕様のものに交換されている。現在は自動閉塞となっているため、このホームが使われることはない。
上下で本線が分かれており、上り本線が一線スルーとなっている。信号の構成上、下り列車も上り本線に入ることができるようになっているが、通常はそのような扱いはされない。そのため下り列車は必ず信号場の前後で減速することとなる。
|  |  |

## 周辺
集落などは存在しない。
- 北海道道56号本別浦幌線

## 隣の駅
北海道旅客鉄道（JR北海道）
■根室本線
浦幌駅 (K40) - （常豊信号場） - （上厚内信号場） - 厚内駅 (K42)